# Haarlemmerstraat 60 (Amsterdam)
Haarlemmerstraat 60 te Amsterdam is een gebouw aan de Haarlemmerstraat in Amsterdam-Centrum.
Die Haarlemmerstraat is een eeuwenoude straat net ten noorden van de grachtengordel. De originele bebouwing is in de loop der eeuwen (grotendeels) vervangen door nieuwbouw of nieuwbouw op nieuwbouw. 
In april 1898 werd een openbare aanbesteding uitgeschreven voor de bouw van een woon-winkelhuis naar ontwerp van architecten Adriaan Willem Weissman en Piet Hein Niftrik. 
 Het werd gebouwd voor een kruideniersbedrijf hetgeen terug te vinden is in drie rijen tegeltableaus die te zien zijn. Het gebouw in de stijl van traditioneel bouwen en art nouveau bestaat uit een winkelverdieping met aan de rechterzijde een gesplitste ingang voor winkel en bovenverdiepingen. Deze begane grond is tussen zuilen in groen en zwart uitgevoerd. Daarboven bevinden zich drie woonverdiepingen; het wordt afgesloten met een zolderetage. Er zijn vier opvallende kenmerken bij dit gebouw:
- per etage zijn boven de drie raampartijen tegeltableaus aangebracht; de laagste daarvan vermeldt Koffie, Thee, Cacao; de tweede rij laat vruchtmotieven (links appels, midden druiven, rechts peren) zien; de derde rij laten een afbeelding zien van haan, kip op nest en andersoortige vogel. De twee onderste rijen zijn rechthoekig, de derde rij bevindt zich onder ontlastingsbogen;
- de gevel wordt afgesloten met een stenen dakkapel met daarin verwerkt de hijsbalk en –haak; deze bevindt zich bovendien onder een soort afdak dat uitmondt in een torentje;
- Weissman en Nifterik schreven (voor de voorgevel) twee kleuren baksteen voor; voor het overgrote deel werd gekozen voor een lichte kleur baksteen, hier en daar onderbroken door donkerkleurige banden, rondom de tegeltableaus en in vensterdorpels zijn kleine natuurstenen sluitstenen te vinden. Boven de bovenste ramenrij is in afwijkend metselverband een strook donker baksteen toegepast.
- een etalage met een segment met gebogen glas.

In het gebouw zat dus eerst een kruideniersbedrijf. In de jaren zeventig een sauna met massage (Sauna Atlantic); er volgde nog een kledingzaak. In 2022 is op de begane grond een handel in Italiaanse eet- en drinkwaren en kookbenodigdheden (Fratellini) gevestigd.      
Haarlemmerstraat 60 werd op 23 november 2004 tot gemeentelijk monument verklaard. Het maakt deel uit van een gevelwand, die op de aansluitende hogere nummering vijf rijksmonumenten telt. De grootste blikvanger bevindt zich aan de overzijde van de straat; het West-Indisch Huis.  
De Haarlemmerstraat 60 te Leiden is eveneens een monument; het staat te boek als Vrouwenkerksteeg 2 en is rijksmonument.